# Verónica Casado
Verónica Casado Vicente (Reims, 1959) es una médica de familia española que fue reconocida en 2018 por la World Organization of Family Doctors (WONCA World) como la mejor médico de familia del mundo. Desde julio de 2019 hasta diciembre de 2021 fue la titular de la Consejería de Sanidad de la Junta de Castilla y León.

## Trayectoria
Casado se licenció en Medicina y Cirugía en 1982. En 1985, obtuvo el título de Médico puericultor y, un año más tarde, la especialidad en Medicina familiar y comunitaria. En 1987, se doctoró en Medicina y Cirugía y se diplomó en Sanidad. En 2009, obtuvo el título de Diplomada en ecografía abdominal.
En 1989, comenzó a ejercer como médico de familia de atención primaria en el Centro Universitario de Salud Parquesol de Valladolid. Entre los años 1990 y 1997, realizó labores de gestión sanitaria, siendo directora médico, gerente de Atención Primaria y subdirectora de planificación sanitaria del Ministerio de Sanidad. Es una integrante activa de la Sociedad Española de Medicina de Familia y Comunitaria (semFYC). En 2019, fue nombrada consejera de Sanidad de Castilla y León. El 20 de diciembre de 2021 fue destituida, junto a los otros consejeros de Ciudadanos, por Alfonso Fernández Mañueco.
La trayectoria de Casado también abarca la docencia, la investigación, la edición de libros especializados y la colaboración internacional.

### Labor investigadora
Casado trabaja en 5 líneas de investigación; 24 proyectos y contratos, 11 proyectos de innovación docente. Ha participado en 789 publicaciones, destacando su papel como editora-jefe de 5 libros y como autora de 33. Fue la editora jefe de dos de las obras de referencia de la semFYC: el Tratado de Medicina de Familia y Comunitaria y el libro de Exploración Física.
También ha colaborado en la redacción de 55 capítulos de libros, 3 prefacios, 34 informes técnico-científicos, 163 artículos (76 de ellos en revistas con factor de impacto). ha dirigido 6 tesis doctorales, 5 trabajos de fin de Máster y 22 trabajos de fin de grado. Ha impartido 24 conferencias magistrales y de apertura o cierre, Más de 100 ponencias en congresos internacionales y más de 200 en nacionales.

### Actividad docente
Durante más de 30 años ha sido profesora asociada de Ciencias de la salud, así como Coordinadora y profesora de la asignatura optativa de Medicina Familiar y Comunitaria de la Facultad de Medicina de Valladolid durante 17 años. Desde 2014, también es Miembro del Comité ejecutivo de la ECOE de la Conferencia Nacional de Decanos de las facultades de Medicina de España..Además, coordina la Unidad Docente Universitaria de Medicina Familiar y Comunitaria del Departamento de Medicina, Dermatología y Toxicología de la Facultad de Medicina de Valladolid, las asignaturas obligatorias de 5º y 6º de Medicina Familiar y Comunitaria y la prueba ECOE (Evaluación Clínica Objetiva Estructucturada) de fin de Prácticas de la facultad de Medicina de Valladolid.
Ha sido Presidenta de la Comisión Nacional de la Especialidad de Medicina Familiar y Comunitaria, siendo la coordinadora del Programa de la Especialidad de Medicina Familiar y Comunitaria en 2005 por el cual se pasa de una formación de 3 años a 4, siendo además el primer programa basado en competencias de España, estando actualmente vigente. Actualmente preside la Academia de Medicina de Familia de semFYC.

## Reconocimientos
Cuenta con más de 35 premios a su labor docente, investigadora, gestora y asistencial. En 2017, recibió el premio a mejor médico de familia de Europa. En 2018, también obtuvo el reconocimiento como la mejor de Iberoamérica, siendo la primera vez que una médico es reconocida como la mejor en dos continentes de manera simultánea. Ese mismo año, Casado fue reconocida también como la mejor médico de familia del mundo por la World Organization of Family Doctors (WONCA) por su excelencia en la asistencia sanitaria, siendo la primera española en lograrlo. Para ello obtuvo el WONCA Five Stars, lo que supone haber sido la mejor en las categorías de capacidad de comunicación, el trato al paciente de manera personalizada, las dotes de liderazgo en su comunidad, la toma de decisiones éticas y la capacidad de trabajo en equipo.
En 2019, fue nombrada hija predilecta de Valladolid.